# Insenatura di Morgan

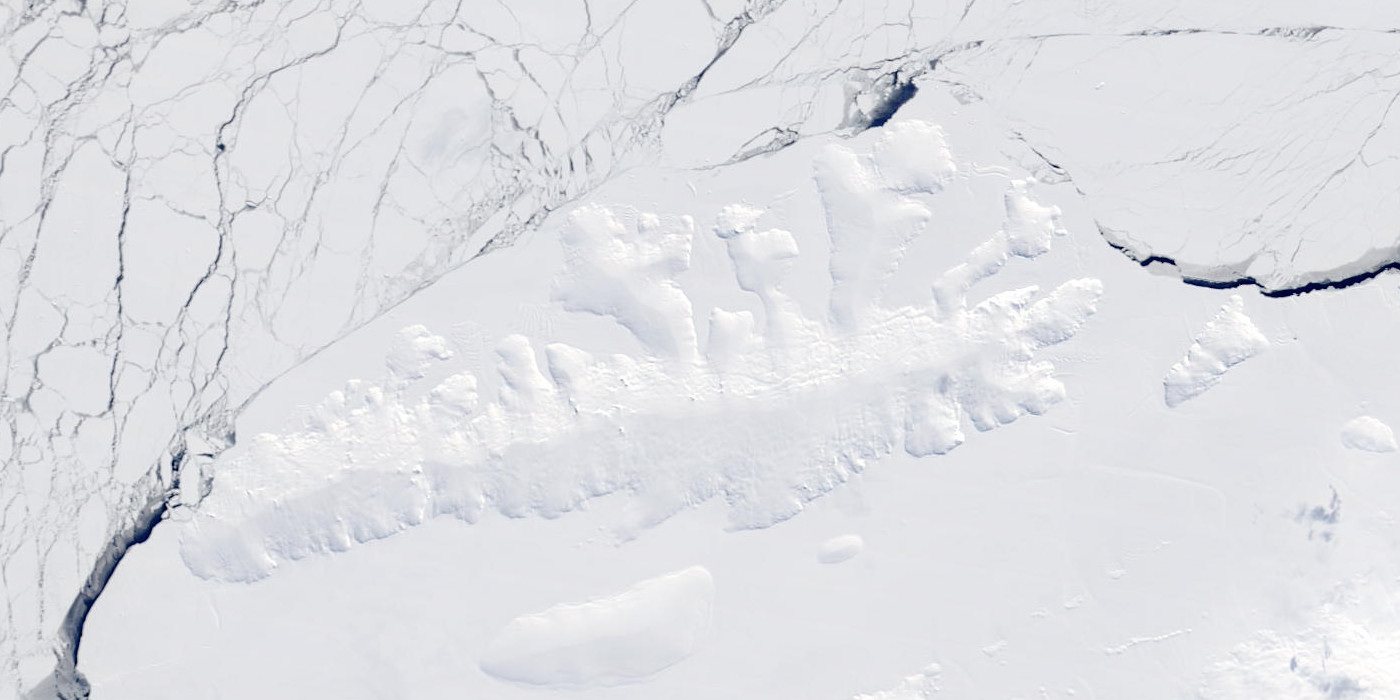
Un'immagine satellitare dell'isola Thurston.

L'insenatura di Morgan è un'insenatura larga circa 10 km all'imboccatura e lunga 33, situata sull'isola Thurston, al largo della costa di Eights, nella Terra di Ellsworth, in Antartide. Man mano che si avvicina alla costa, quest'insenatura, che si estende in direzione ovest-est, si divide in due bracci, compresi tra la penisola Lofgren, a nord, e la penisola Tierney, a sud. All'interno dell'insenatura, in particolare nella parte meridionale del braccio settentrionale, sono presenti rocce ghiacciate affioranti sulla superficie chiamati scogliere King, mentre la punta orientale del promontorio che divide i due bracci dell'insenatura è stata battezzata punta Ryan.

## Storia
L'insenatura di Morgan è stata scoperta nel febbraio 1960 durante voli in elicottero partiti dalla USS Burton Island e dalla USS Glacier e svolti su quest'area nel corso di una spedizione di ricerca della marina militare statunitense (USN) nel mare di Bellingshausen, ed è stata poi così battezzata dal Comitato consultivo dei nomi antartici in onore del tenente comandante Joseph R. Morgan, della USN, un oceanografo in servizio alla U.S. Navy Task Force 43 durante la sopraccitata spedizione.